# DMZ-Zug

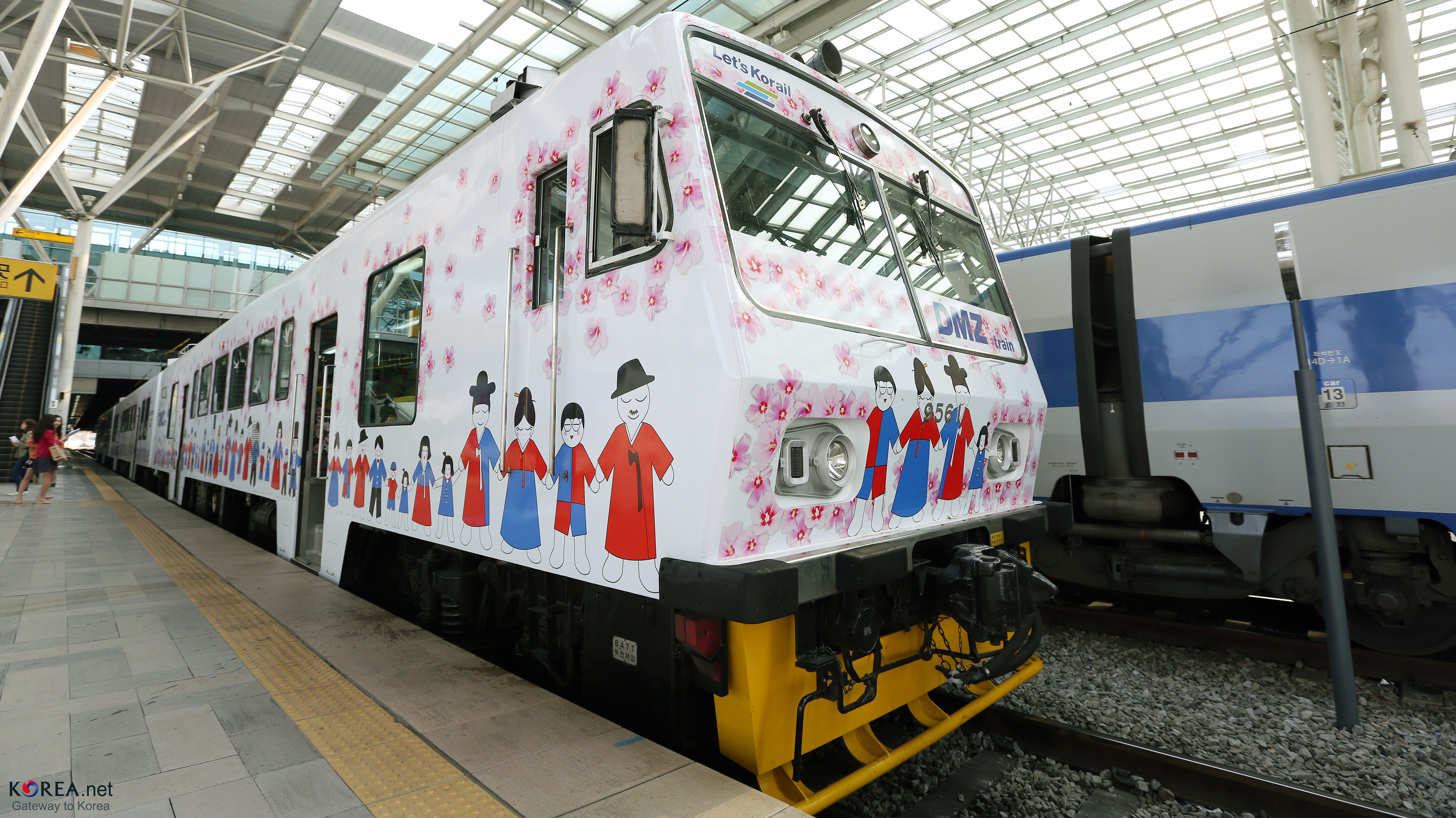
DMZ-Zug

Der DMZ-Zug (englisch Peace Train; koreanisch: 평화열차) ist ein südkoreanischer Zug der Korail. Er fährt seit 2014 fahrplanmäßig von Seoul zu Bahnhöfen an der demilitarisierten Zone (DMZ).

## Geschichte

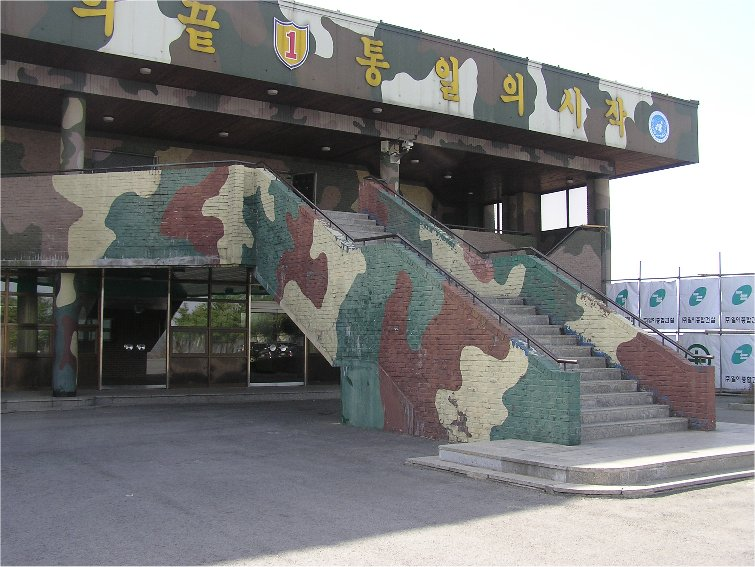
Wachposten Dora

Der DMZ-Zug fährt seit 4. Mai 2014 auf der Bahnstrecke Gyeonguiseon im nordwestlichen Südkorea vom Hauptbahnhof Seoul zum Bahnhof Dorasan. Der DMZ-Zug überquert den Fluss Imjin auf der Imjingang-Eisenbahnbrücke und fährt von dort nach Paju in der Gyeonggi-do-Provinz in der Nähe der DMZ, gegenüber der nordkoreanischen Stadt Kaesong.
Beim Bahnhof Imjingang müssen die Fahrgäste für die Zählung und Ausweiskontrolle aussteigen, weil Dorasan als einziger Bahnhof innerhalb der beschränkt zugänglichen Zone liegt. An der Endstation in Dorasan gibt es Bustouren oder Rundgänge zum Dorasan Peace Park, dem Dritten Angriffstunnel, dem Wachposten Dora.
Seit dem 1. August 2014 führt der Weg des Zuges über die Bahnstrecke Gyeongwon vom Hauptbahnhof Seoul entlang dem Fluss Hantan zum Bahnhof Baengmagoji im Landkreis Cheorwon der Gangwon-do-Provinz. Von dort können der Platz der Battle of White Horse und der stillgelegte Bahnhof Woljeong-ri besichtigt werden.

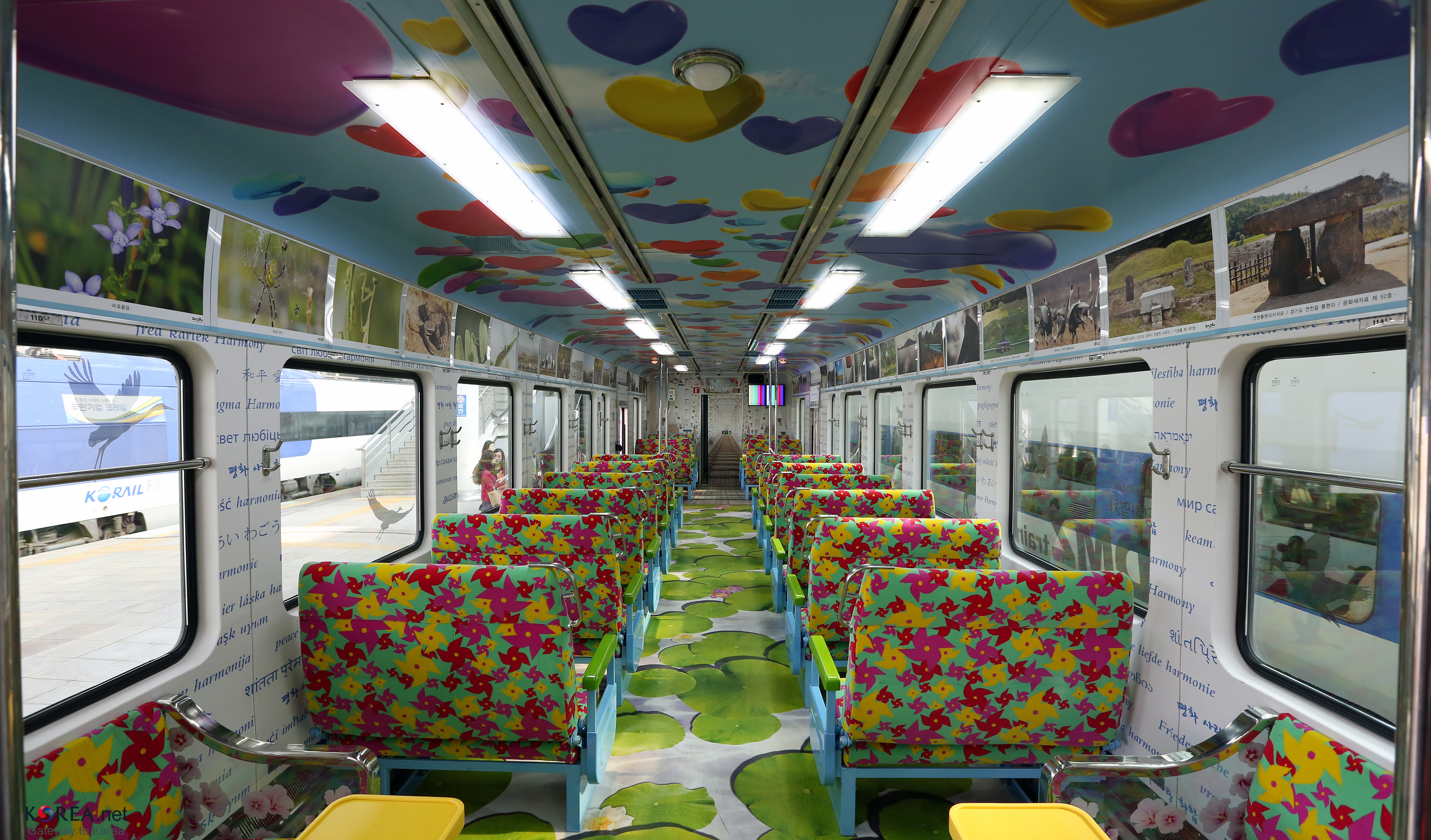
Interieur des DMZ-Zuges

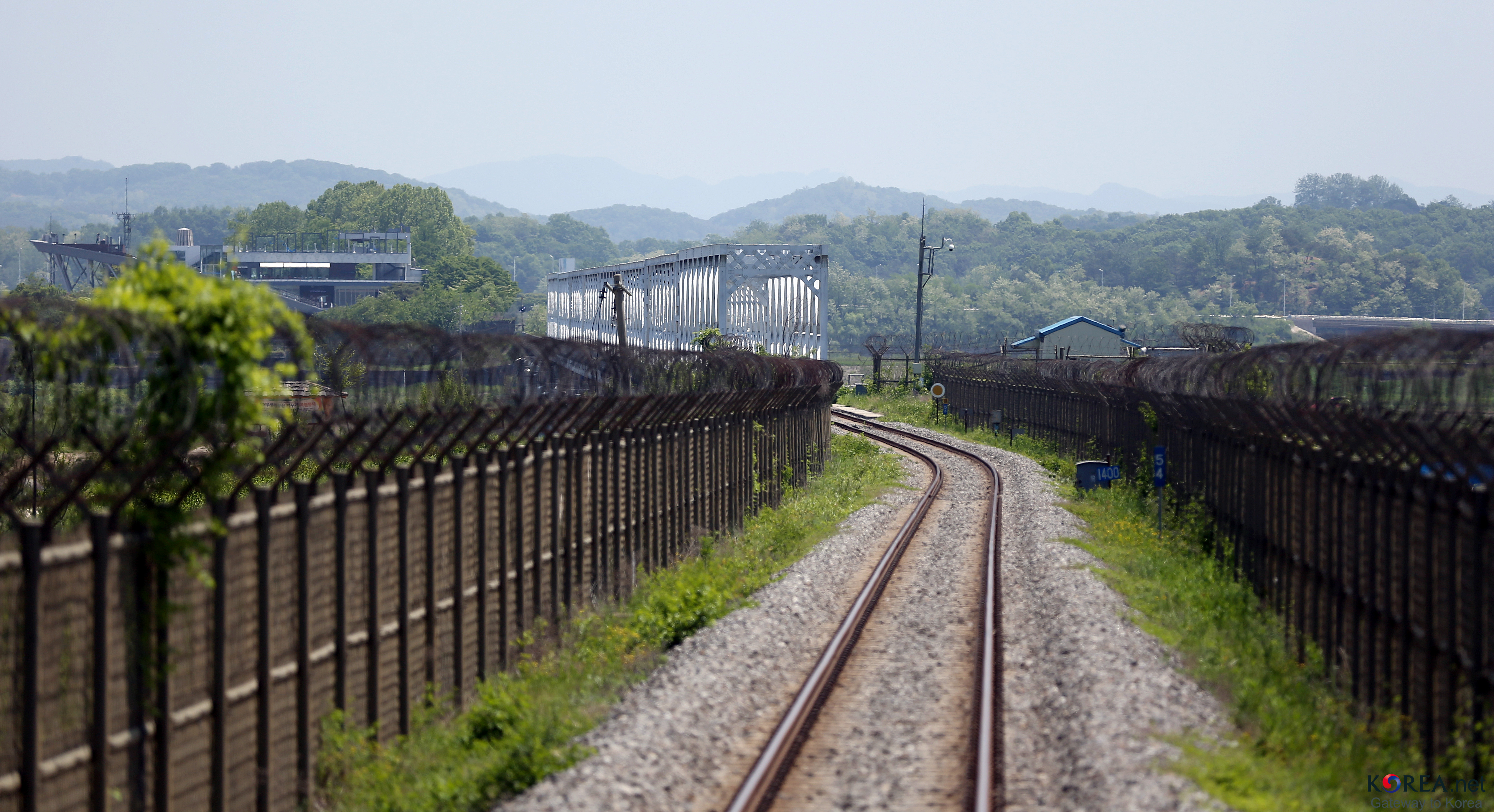
Eisenbahnbrücke Imjingang

Der Zug hat drei Themen-Wagen: „Peace Car“ mit dem Motiv einer rostenden Dampfeisenbahn, das die Trennung der koreanischen Halbinsel symbolisiert, „Harmony Car“ mit händchenhaltenden roten und blauen Figuren und „Love Car“ mit Gemälden von Erwachsenen und Kindern des gesamten Globus, die sich die Hände reichen. Innen sind die Decken der Wagen mit Windrädchen geschmückt, und die Wände zeigen Fotos der DMZ zu den Themen Krieg, Eisenbahn und Ökologie.

## Routen

### Westwärts
- Gyeonguiseon
- Bahnhöfe: Hauptbahnhof Seoul – Neunggok – Munsan – Uncheon – Imjingang –  Dorasan.
- Fahrzeit für die einfache Fahrt: 1 Stunde, 20 Minuten.

### Ostwärts
- Bahnstrecke Gyeongwon
- Bahnhöfe: Hauptbahnhof Seoul – Cheongnyangni – Uijeongbu – Dongducheon – Hantangang – Yeoncheon – Sintan-ri – Baengmagoji.
- Fahrzeit für die einfache Fahrt: 2 Stunden.